# Campo Grande (Lisbonne)
Pour les articles homonymes, voir Campo Grande (homonymie).
Campo Grande est une freguesia de Lisbonne. Elle abrite la Bibliothèque nationale du Portugal, l'Institut des archives nationales et l'Université de Lisbonne.